# Kabala i mistika
Kabala predstavlja najpoznatiji, iako ne i jedini, vid židovskog misticizma. Prethodili su joj tzv. merkava misticizam (mistika Božjih kola, prema Ezekijelovoj viziji), i aškenazi hasidizam (Njemačka, Porajnje od 1150  dalje). Misticizam je prisutan kao mistika slova hebrejskog alefbetau predkabalističkom djelu Sefer Jecira (Knjiga oblikovanja, često prevođena kao: Knjiga stvaranja). Kabala je u svojoj biti mistička, u onom smislu u kojem Karl Rahner govori o budućnosti vjere. U tom smislu čovjek koji prakticira Kabalu treba živjeti ono što misli, tako da ono mišljeno živi kroz njega. Dakle, postoji potreba da ono mišljeno – u filozofiji, ili ono vjerovano – u religiji, postanu stvar iskustva, nešto doživljeno. Mistika je poseban pristup spoznaji; mistik spoznaje na taj način da se ne odvaja od predmeta spoznaje, nego je u nj uključen; ono što on spoznaje neodvojivo je od njega samog, ili: predmet je u spoznavanju samo-odnosan jer je u njega uključen subjekt, što znači svijest subjekta spoznaje.

## Uvodno o Kabali

### Temeljni pojmovi Kabale
En Sof je naziv za čisti, neoblikovani i neiskazivi bitak prije svakog oblikovanja; to je ono beskrajno što postoji prije svake manifestacije, čak i prije Boga koji je određen kao vrhovni subjekt i najviša snaga stvaranja. No, ipak se u Kabali ponekad izraz En Sof rabi sinonimno kao Bog (ali nikada Bog namjesto En Sofa!). 
Božji atributi su svojstva koja se pripisuju Bogu a u Bibliji ih nalazimo u 1. Ljetopisa 29,11[1]: Uzvišenost, Mudrost, Umnost, Milosrdna ljubav, Pravednost, Ljepota i sklad, Pobjedonosnost, Slava, Biti-svemu-temelj, Kraljevstvo.
Emanacija (proistjecanje) je proces očitovanja Božjih atributa kroz svjetove (četiri svijeta: arba olamot). To očitovanje (manifestiranje) odvija se kroz četiri razine i na svakoj od njih Božji se atributi očituju različito. 
Četiri svijeta su: Acilut – razina na kojoj se Bog očituje svojim govorom; Beria – razina na kojoj se Bog očituje svojom snagom kojom stvara svijet bića; Jecira – razina na kojoj se Bog očituje bogatstvom svojih likova; Asija – ovaj fizički svijet, razina konkretnih individualnih bića s kojima stupamo u odnos i koja su predmet našeg djelovanja.  
Sefiroti su putovi ili kanali očitovanja (manifestiranja) Božjih atributa kroz svjetove. Ti Božji atributi očituju se na način koji odgovara naravi dotičnog svijeta; tako na primjer, u svijetu Acilut očituju se u svojoj dimenziji logosnosti (što podrazumijeva i riječ koja ih označuje); u svijetu Beria očituju se u svojoj dimenziji snage (snagosnosti); u svijetu Jecira očituju se u dimenziji forme, u svojoj oblikovanosti; u svijetu Asija očituju se u svojoj konkretnoj individualnosti i moći djelovanja u vanjskom svijetu.
Pet razina duše (nešamot) su očitovanja moći duše – koja je uvijek jedna duša – na raznim razinama svjetova (arba olamot): u svijetu Asija to je Nefeš; u svijetu Jecira to je Ruah; u svijetu Beria to je Nešama;u svijetu Acilut to je Haja, u En Sofu, koji zapravo nije svijet nego prethodi svim svjetovima,  to je Jehida, koja kao što je En Sof neodrediv, bez atributa, tako je i ona bez ikakvih određenja naprosto svijest sama ili čista svijest.  

### Koju perspektivu otvara Kabala?
Zašto čovjek bježi u surogate?
Ako se stalno zadržavamo i upiljimo pogled samo na fizičku razinu  postojanja (Asija svijet), tada suviše lako – zbog nezadovoljenja našeg cjelovitog bića – pronalazimo surogate (nadomjestke) za tu razinu postojanja te u slučaju očajavanja bježimo u: narkomaniju, alkoholizam, a u moderno doba – u virtualni svijet.
U stvari, mi nemudro bježimo iz ovog svijeta, jer ga olako reduciramo na vidljivu, pojavnu razinu, na to kako stvari izgledaju na površini. Ovaj se svijet ne smije svoditi na fizičku razinu – Asija svijet, i o tome nam govori Kabala. Ona proširuje naš pogled na sve razine postojanja od ovog fizičkog svijeta do najvišeg svijeta Boga: u Kabali govorimo o svjetovima Asija, Jecira, Beria, Acilut i En Sof.
Kabala nas uči da pažljivo zastanemo pri fenomenima ovog svijeta pa da razmatramo one više i suptilnije razine postojanja; da od fizičkih bića u svijetu Asija prelazimo na čiste likove u svijetu Jecira, pa na supstanciju bića u svijetu Beria, na to kako Bog izgovara biće u svijetu Acilut, svjetlosno biće u En Sof. Te više razine bića, u finijim i bogatijim slojevima, u njegovoj blizini Bogu, ne možemo naći pri površnom gledanju u ovom svijetu; isto tako ni u surogatu za ovaj svijet kao što je virtualni svijet;
Iza slika na Internetu ne stoji ništa više od te slike, ne stoji ideja (čisti lik) bića, ni njegova snaga (snagotnina), ni njegova izgovorenost u Bogu, ni njegovo čisto svjetlosno biće u En Sofu. Za to je potrebna Kabala i njena praksa u realnom svijetu. 

### U čemu se sastoji praksa Kabale?
U tome da pažljivo zastanemo pri pojavama ovog svijeta, i da se stupnjevito uzdižemo na sve finije razine postojanja. To činimo primjenom:
U svijetu Asija putem asana (položaji tijela u yogi) i pranajame (vježbe disanja u yogi); kad izvodimo asane i pranajamu mi se uzdižemo u svijet kretanja unutarnje snage – Beria; putem pratjahare (povlačenje duševne energije iz predmeta osjetila) uzdižemo se u svijet unutarnjih likova – Jecira;
U praksi čiste Kabbale primjenjivat ćemo: 
a)     meditaciju (hitbonenut) kojom se uzdižemo kroz svijet Beria i Acilut te transcendiramo u En Sof;
b)     molitvu, u duhu kavana, kojom se uzdižemo u svijet Acilut.
Javlja se pitanje: Kako se možemo uzdizati u više svjetove kad je pri tome potrebno izvoditi praksu na razini tog istog svijeta u koji se nastojimo uzdići?
Tako da usmjerujemo svoju svijest: Mi realno počinjemo praksu u ovom Asija svijetu, od ovog fizičkog tijela, ali se snagom duše usmjerujemo na onu razinu na koju se želimo uzdići. Presudni čimbenik je naša volja, a to je snaga duše oblikovana sadržajem kojemu stremimo. Koji su to konkretni postupci koji pripadaju Kabali kao mističkom pristupu sadržajima Biblije?
Budući Kabbala podrazumijeva tri vida – teozofijski, meditativni, teurgijski, to će onda postupci (koraci metode) biti specifični za svaki od tih vidova Kabale. 

## Misticizam Kabale

### Što je mistika?
Izraz mistika potječe od grčke riječi myein: zatvoriti oči, i gledati duboko unutar sebe i tamo pronaći temeljno polje čiste svijesti – svijesti kao takve koja zbiljski postoji i istovjetna je, na kraju puta, samom postojanju (govoreći filozofski: čistom bitku). 
Filozofija starih Grka još je uvijek življena filozofija; novovjekovna filozofija postaje stvar sustava; moderna filozofija više nije potraga za mudrošću, nego se reducirala na analizu jezika, i simbola  psihe. Zbog toga u traženju smisla (svijeta i života) – za kojim je prestala potraga u modernoj filozofiji – na scenu stupa mistika. Ono o čemu se ne može misliti treba biti iskušano, u tom smislu da  filozofija iskuša ono što je prije samo mislila, a vjera da zadobije kao unutarnji doživljaj onaj sadržaj u koji je tek slijepo vjerovala. Znakovita je izjava Karla Rahnera: „Vjernik (der Fromme) budućnosti bit će mistik – onaj koji je nešto iskusio – ili ga neće biti.“

### Kakav je odnos mistike i znanosti?
U znanosti subjekt istraživač nešto čini u jedinstvenom polju razdjeljenom na subjekt i objekt; subjekt nešto čini izvan sebe – istražuje svoj predmet. U mistici mistik sebe ne izdvaja iz jedinstvenog polja, nego ostaje sastavni element istraživanja u tom polju.
Sam subjekt ujedno je i objekt istraživanja; subjekt se smješta u predmet (objekt) svog vlastitog istraživanja. No, mistik mora nešto činiti i pritom to čini unutar sebe samog, on radi na samom sebi. Osoba  više nije vanjski predmet, nego je to on sam: predmet proučavanja ujedno je i subjekt koji proučava i govori; čovjek nije sam sebi otuđen kao pred-metnut, nego živi sebe u svijetu kao pojavu i kao zoon politikon (živo biće koje živi u državi). Istražujući samog sebe  na svim razinama duše, mistik ujedno istražuje sve razine svjetova i Božjeg stvaranja. Mistik istražuje unutar sebe:
a)     svoj govor kako ga čuje dušom Haja;
b)     kretanje snage u sebi, kako ga osjeća dušom Nešama;
c)     pojavu čistih likova u sebi, kako ih vidi dušom Ruah;
d)    samog sebe kao jedno od bića u svijetu, kako ga živi organsko tijelo i duša Nefeš.

### Kršćanska mistika i židovska mistika
Mistika u kršćanstvu sastoji se u življenju vjere, ali sadržaj kršćanske vjere nije otvorena misao, nego je zatvorena dogma. Nije potrebno isticati da kršćanstvo izvire iz židovstva, da je njegov izdanak. Židovsko učenje podrazumijeva:
1. Bibliju – Božja riječ kojom Bog nagovara čovjeka;
2. Talmud koji predstavlja tumačenje biblijskog teksta, koje podrazumijeva židovsku hermeneutiku danu u modelu PaRDeS (akronim prvih slova od četiri razine tumačenja: Pešat, Remez, Deraš, Sod)
3. Živjeti po Božjoj riječi, a ne samo tumačiti tekstove; živjeti to tumačenje što znači oblikovati svoj život po najdubljem smislu (razina Sod) Božje riječi. U tome je najdublji smisao Kabale.

### Jezik mistike
Svaka umjetnost ima svoj razrađeni jezik, do u tehničke detalje razrade tog jezika. A koji je i kakav jezik mistike?
To je onaj jezik kojim se govori u svakodnevnom susretu s bićima oko nas. To nije govor, niti slika, niti baletni pokreti, niti filmski jezik, ne, to je ono što činimo nadahnuti mističkim doživljavanjem svijeta u kojem živimo. Taj se jezik očituje u svakom detaljnom koraku našeg dnevnog činjenja: sve što činimo ili govorimo u susretu s ljudima, u rješavanju konflikata s njima; sve to mora, u mističkom jeziku, biti izraz našeg duboko proživljenog nadahnuća Stvoriteljem svega, ali doživljenog na način mistike što znači: mi nismo izvan tog doživljaja kao nekakvi promatrači, nego smo sjedinjeni s onim s čime stupamo u djelatni susret.
Prema gore rečenom mistik izražava sebe onim što čini u svakodnevnom susretu s ljudima i bićima prirode. Njegov „umjetnički“ izraz je vidljivo ponašanje, pa tim ponašanjem mistik izražava sebe. Njemu ne treba nikakva umjetnost da bi izrazio svoje ideje, svjetonazor ili stavove spram vanjskih događaja.
Kako izraziti osjećaj ljubavi prema ljudima?
Umjetnik to čini tako da stvori umjetničko djelo, neku glazbu, sliku, skulpturu ili dramsku radnju (može i filmsku radnju); i nakon što je stvorio svoje djelo umjetnik ostaje odvojen od njega i može nastaviti živjeti nevezan za ono što je izrazio svojim djelom, služeći se tonom, bojom, crtežom ili tekstom. Mistik to ne može jer upravo stalnim, neprekidnim sjedinjenjem s onim što izražava kroz svoje postupke ( u razgovorima, dobrim djelima, davanjem utjehe drugim ljudima, i sl.) on sebe realizira kao mistika. Ne postoji nekakvo djelo mistika odvojeno od tvorca tog mističkog djela!

## Kako prakticirati mistiku Kabale?
Ne postoji nekakva metoda u mistici; sama praksa mistike je njena metoda. Mistika je već sama po sebi izvjesna metoda koja uključuje sam subjekt u predmet spoznavanja: subjektov predmet proučavanja  ujedno je i sam subjekt. Predmet mističkog spoznavanja je objekt u funkciji subjekta – onako kako je doživljen od subjekta. Stoga se mistička praksa Kabale sastoji u praksi mističkih postupaka ustaljenih u praksi židovske vjere, i to su: molitva (tfila) povezana s praksom duboke usredotočenosti (כַוָנָה kavana), meditacija (hitbonenut) i prianjanje Bogu (d'vekut) kojim se postiže mističko sjedinjenje s Bogom (unio mystica, u Kabali to je jihudim)

### Kroz molitvu (tfila)
Imenica tfila (תְפִלָה) dolazi od glagola hitpallel što znači moliti. Sam glagol hitpallel predstavlja refleksivni oblik glagola palal (פלל) što znači suditi, tako da moliti ukazuje na neko prosuđivanje samog sebe, više nego na nekakvo moljenje ili upućivanje zamolbe Bogu. Ustvari, moliti, u skladu s izloženom etimologijom, ukazuje na nekakvu sebe-prosudbu pri kojoj sebe izlažemo pred Bogom da bismo sebe promijenili. Molitva je paradigmatična praksa zbiljske vjere. 
Praksa zbiljske vjere je otvorenost dinamičnom zbivanju najviše Snage, koja je neki Tko - Bog, i u su-hodu s tom Snagom. Molitva se sastoji u obraćanju u vjeri toj najvišoj Snazi, u razgovoru s njom kao živućim subjektom - osobom (u eminentnom smislu). Ako je vjera  (emuna) jedno prepuštanje i otvorenost događanju najviše Snage - moment pasivnog prihvaćanja i pomirenosti s onim što Snaga hoće, s njezinom voljom (racon), onda se molitva sastoji u nekom ulaženju u prostor Snage, jednom tihom približavanju, primicanju Snazi s namjerom da joj se nešto predloži; molitva je podastiranje zahtjeva, molbe, sugestije vlastite volje u smislu "Bože, ja bih htio to-i-to ako je to u skladu s Tvojom voljom".
Praksa molitve, da bi ona postigla veći intenzitet, treba se izvoditi u duhu kavana (כַוָנָה) što znači potpunu usredotočenost, koncentriranost, pomnost na svaku riječ molitve. 

### Kroz meditaciju (הִתבוֹנְנוּת,hitbonenut[5])
Što znači meditirati u Kabali?
Ako se pod riječju meditirati razumije jedno opće osvješćivanje Božjeg puta emanacije onda bi to značilo: uzdizati duh od pojavnog bića u svijetu Asija, preko čistog lika bića – Jecira, preko Božje snage zahvaljujući kojoj biće postaje zbiljskim – Beria, preko logosnosti bića kako je ona dana u Božjem govoru – Acilut,  i nakon toga transcendirati do Božjih atributa prije njihova emaniranja kroz sefirote. 
Ako se misli na jednu specifičnu praksu uvida i sjedinjavanja s Bogom i njegovim atributima, onda bi trebalo imati na umu sistematski prikaz svih praksi u Kabali. Budući da se svaka praksa Kabale sprovodi na potezu Božji atribut – svjetovi/duše, na primjeru atributa biti-temelj-svemu (Jesod) to izgleda ovako: uzdizati duh od konkretnih očitovanja života, preko čistih likova života, preko snage koju Bog daje životu, preko same logosne naravi/biti života, do samog temelja života u Bogu. Ili, za sefira Keter: Uzdizati duh od nekog uzvišenog bića ili bića/pojave uzvišenosti, preko čistog lika (ideje) uzvišenosti, preko snage koju Bog daje uzvišenosti, preko same logosne biti uzvišenosti, do samog Božjeg atributa uzvišenosti. Ali, što bi to konkretno moglo biti, koji je to materijalni predložak za početak meditacije?
Prema Yitzchak Ginsburghu, sefira Keter emanira sve do ljudske fiziologije gdje se pojavljuje kao dišni sustav, pa bi dišni sustav predstavljao očitovanje Božje uzvišenosti; bi li onda dišni sustav, grudni koš ili funkcija disanja mogla biti startnom točkom za meditaciju?
Po Yitzchak Ginsburghu bi slijed uzdizanja do Boga bio ovaj: Disanje → psihička moć transcendiranja →  emuna (vjera) → Božja uzvišenost. Ili bi trebalo početi od samog Božjeg atributa uzvišenosti, meditirati nad njim i spoznati, u meditaciji, slijed emaniranja kroz arba olamot. Budući da nismo sigurni da Božji atribut uzvišenost emanira na kraju puta u fiziologiji disanja, to bismo mogli pouzdati se u jedan molitveno-kontemplacijski pristup direktno Božjoj uzvišenosti. Ali, zar Kabala ne znači preuzimanje tradicije stečenih uvida, stoga bi i učenje Y. Ginsburgha trebalo biti mjerodavno za praksu meditacije; dakle krenuti od dišnog sustava i uzdizati se do Božje uzvišenosti! Božja uzvišenost očituje se:
Općenito kao neka pojava uzvišenosti ili neko uzvišeno biće; u anatomiji kao mjesto iznad glave; u fiziologiji kao dišni sustav, i dalje kao neka psihička sposobnost – u svijetu Jecira; kao neka vrlina duha – u svijetu Beria; kao Božji iz-govor vrline – u svijetu Acilut.

### Kroz prianjanje Bogu (d'vekut)
Imenica dǝvekut (דְבֵקוּת) dolazi od glagola davak (דבך): prionuti, prilijepiti se. Devekut  možemo prevesti kao prianjanje Bogu, priljubljivanje Bogu; dolazi od korijena riječi devek (דבק) koja doslovno znači ljepilo. Nerijetko se opisuje kao duboko meditativno stanje,  koje se postiže za vrijeme molitve, proučavanja Tore, ili za vrijeme izvršavanja 613 zapovjedi (micvot)  i predstavlja duboko ukorijenjenu praksu u židovskom vjerskom životu, naročito u hasidizmu (pokret u istočnoj Europi nastao u drugoj pol. 18. st., utemeljitelj je Bal Šem Tov).
D'vekut se spominje u Bibliji u smislu čvrstog držanja uz Boga, na primjer Pnz 4,4: "A svi vi koji se čvrsto držite Gospodina, Boga svoga, živi ste i danas." (V'atem, hadvekim, baJHWH elohekem-hajjim kulhem hajjom.)

### Sjedinjenje s Bogom (Jihudim)
Jihudim (ujedinjavanje, hebr: יִחוּדִִִים) je praksa duše Jehida, a sastoji se u objedinjavanju Božjih imena u ono bezimeno koje je najdublji temelj i izvor sveg postojanja. U Kabali pod izrazom jihudim mislimo na :
1.      Sjedinjenje sefirota Tiferet (kao predstavnika parcufa Ze'ir Anpin) i Malkut (istovjetna parcufu Nukva). Na razini fizičkog tijela Tiferetu odgovara položaj u grudnom košu (ili dijafragmi), a Malkutu odgovara položaj u ustima kao organu govora (komunikacije). Malkut je sefira kojom emanira Božji atribut kraljevanja što podrazumijeva komunikaciju, dakle govor. 
2.      Sjedinjenje, doslovno erotsko, muškog vida Boga (parcuf: Ze'ir Anpin) i ženskog vida (parcuf: Nukva). Naravno da je to sjedinjenje neka vrst replike erotskog sjedinjavanja muškarca i žene ili, možda obrnuto: ljudsko sjedinjavanje je blijeda replika Božjeg sjedinjavanja. Interesantno je spomenuti da se činom erotskog sjedinjavanja muškarca i žene može teurgijski djelovati, po Kabali, na sjedinjavanje u okrilju Boga muškog i ženskog vida – upravo na to se misli kada se govori o erotici Kabale.